# Automatisierungspyramide
Die Automatisierungspyramide  dient der Einordnung von Techniken und Systemen in der Leittechnik und stellt die verschiedenen Ebenen in der industriellen Fertigung dar.

Beispiel einer Automatisierungspyramide

Jeder Ebene kommt eine eigene Aufgabe in der Produktion zu, wobei es je nach betrieblicher Situation fließende Grenzen gibt. Entsprechend der Aufgabe der Ebene haben sich spezifische Techniken der analogen und digitalen Datenübertragung und -verarbeitung entwickelt.

## Geschichte
Der Begriff Automatisierungspyramide kam mit der zunehmenden Automatisierung von Produktions- und Fertigungsbetrieben in der Arbeitswelt der 1980er Jahre auf und umfasste anfangs die unteren drei Ebenen betrieblicher Arbeitssysteme: Ein-Ausgabeebene, Automatisierung und Mensch-Maschine-Schnittstelle.
Daneben entstand der heute kaum noch benutzte Begriff CIM-Pyramide, der neben den steuernden auch die planenden Aspekten enthielt.
Durch das Zusammenwachsen der verschiedenen Systeme werden seit den 1990er Jahren alle Ebenen in der Automatisierungspyramide dargestellt.

## Ebenen
Die Pyramidendarstellung betont die Hierarchie der Ebenen.
Die zunehmende Verteilung der eingesetzten Systeme von oben nach unten wird visualisiert. Beispiel: ein ERP-System, mehr als ein Leitsystem, einige Steuerungen (SPS) und tausende Ein- und Ausgangssignale.
| Ebene              | Eingesetzte Systeme                                                            | Typische Aufgaben                                                                                           |
| ------------------ | ------------------------------------------------------------------------------ | --- |
| Unternehmensebene  | ERP                                                                            | Produktionsgrobplanung, Bestellabwicklung                                                                   |
| Betriebsleitebene  | MES, MIS, LIMS                                                                 | Produktionsfeinplanung, Produktionsdatenerfassung, KPI-Ermittlung; Material-Management, Qualitätsmanagement |
| (Prozess)leitebene | Prozessleitsystem/HMI/SCADA                                                    | Bedienen und Beobachten, Rezeptverwaltung und Ausführung, Messwertarchivierung                              |
| Steuerungsebene    | SPS                                                                            | Steuerung, Regelung                                                                                         |
| Feldebene          | Prozesssignale, Ein-/Ausgabemodule, Feldbus                                    | Schnittstelle zum technischen Produktionsprozess über Ein- und Ausgangssignale                              |
| Sensor-/Aktorebene | Parallelverdrahtung oder intelligente Systeme wie z. B.: AS-Interface, IO-Link | Einfache und schnelle Datensammlung, meist binärer Signale                                                  |

### Varianten und Synonyme
In der Literatur existieren mehr als 25 verschiedene Ausführungen der Automatisierungspyramide (Anzahl an Ebenen und Benennungen).
Die oberen oder unteren Ebenen entfallen teilweise, falls diese im jeweiligen Kontext unwichtig sind.
Manchmal werden die Unternehmensebene und die Betriebsleitebene als Managementebene zusammengefasst. Die Leitebene hat in bestimmten Branchen spezielle Namen, z. B. Prozessleitebene, Verkehrsleitebene, Gebäudeleitebene. Manche Autoren verstehen unter Leitebene die Zusammenfassung von Prozessleitebene und MES.
Teilweise werden zusätzliche Ebenen aufgeführt, z. B. Zellenebene zwischen Steuerungsebene und Leitebene.
Die Steuerungsebene wird auch als Automatisierungsebene oder Prozessebene bezeichnet.
Die Feldebene gliedert sich in Ein-/Ausgabeebene und Sensor-/Aktorebene.

### Normen
- IEC 62264 führt die Bezeichnungen Level 0 bis 4 ein und beschäftigt sich mit der Integration Ebenen 2,3 und 4.
- ISA-88.01 und ISA-95 definieren ein physisches Modell.